# 3-ossoadipil-CoA tiolasi
La 3-ossoadipil-CoA tiolasi è un enzima appartenente alla classe delle transferasi, che catalizza la seguente reazione:
succinil-CoA + acetil-CoA ⇄ CoA + 3-ossoadipil-CoA